# 후버 댐

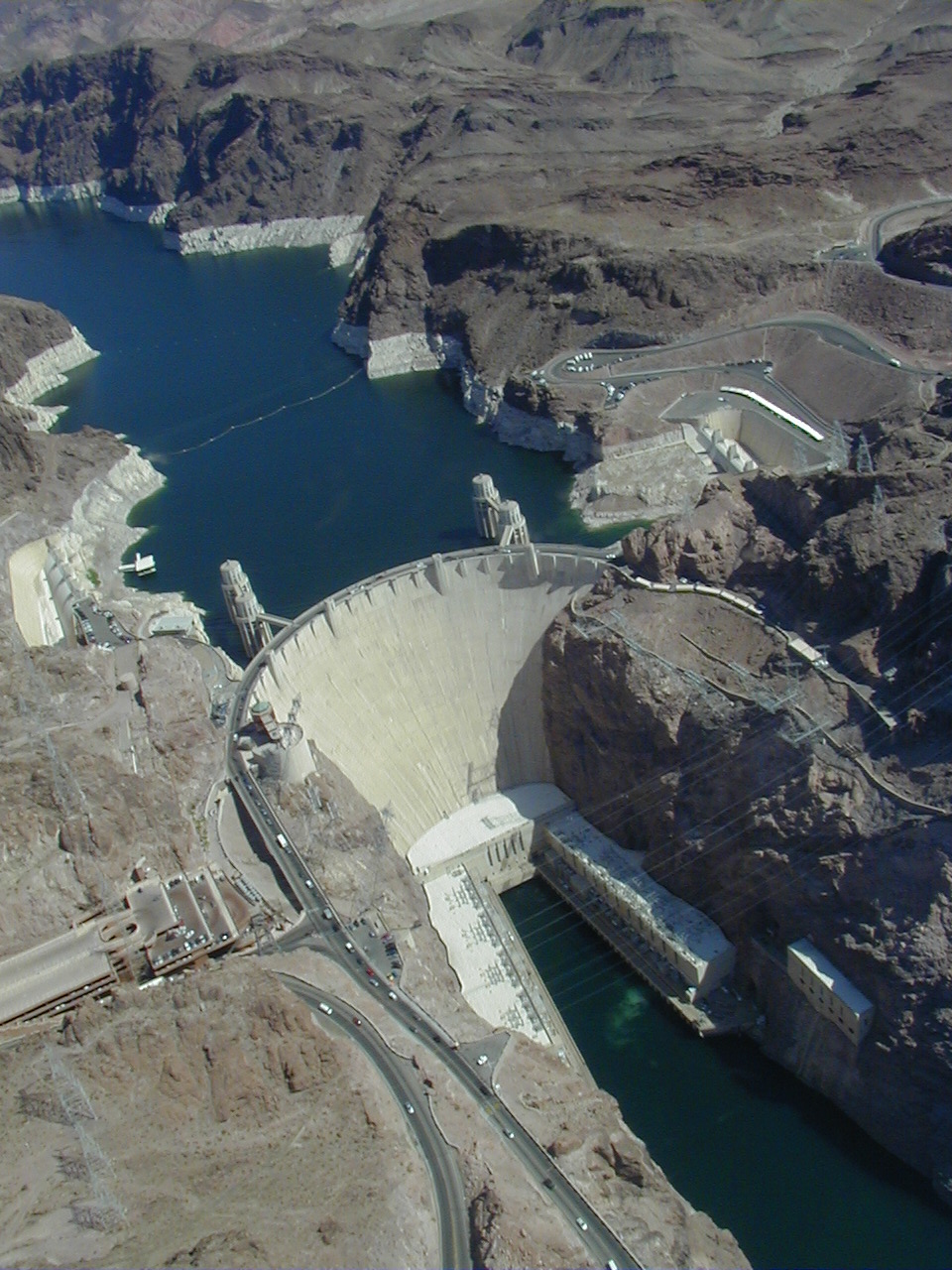
후버 댐(볼더 댐)

후버 댐(Hoover Dam)은 미국 네바다주와 애리조나주 경계에 있는 콜로라도강 중류의 그랜드 캐니언 하류, 블랙 캐니언에 있는 높이 221m, 길이 411m의 중력식 아치 댐이다. 이 댐이 완성되자 길이 185km의 인공호수 미드호(Lake Mead)가 생기게 됐다.

## 설치 배경
후버 댐(볼더 댐)의 수원인 콜로라도강은 로키 산맥으로부터 캘리포니아 만에 걸쳐 2,253km를 흐르면서 미국 서부의 건조한 지역에 물을 대주는 역할을 하고 있다. 그러나 서부 개척이 시작되고 인구가 대폭 유입되면서 생활을 위한 물의 확보가 매우 중요하게 되었다. 특히 19세기와 20세기 초에 봄과 여름에 녹은 눈으로 인해 낮은 지역의 농토와 지역이 자주 잠기게 되었고, 반대로 늦여름이나 초가을에는 하천의 수량이 매우 적어져 인근 지역에 물을 공급할 수가 없게 되었다. 결국, 홍수를 조절하고 갈수기에 적정한 물을 확보하기 위해서 콜로라도 강을 다스릴 프로젝트의 필요성이 제기되었다.

## 추진 경위
1931년 건설이 시작되어 1935년 마지막 콘크리트가 타설되었는데 당초 계획보다 2년 앞서 완공되었다. 댐 건설에 들어간 시멘트 양은 뉴욕에서 샌프란시스코까지 2차선 도로를 건설하는데 충분한 양의 콘크리트였다고 하며, 정확하지는 않지만 착공에서 완공까지 112명이 목숨을 잃었다고 한다.
프랭클린 D. 루스벨트 대통령은 1935년 9월 30일 볼더 댐(후버 댐)의 준공을 선언하였고, 1년 후인 1936년 발전소 시설이 완공되어 그해 10월 첫발전을 시작한 이후 1961년 17번째 및 18번째 발전기가 상업발전을 하게 되었다.후버 댐은 당시에는 세계 최대 규모의 전기설비 이자 세계 최대 규모의 콘크리트 건축물임을 자랑했을 뿐만 아니라 블록모양으로 댐을 분할 시공하는 등 획기적 기술을 연구 개발하여 건설기술의 비약적인 발전을 촉진했다.
댐의 이름은 처음에는 볼더 댐(Boulder Dam)이라고 지어졌고 부근에 댐 종사자 등이 거주하는 볼더시티가 건설되기도 했는데, 1947년 미국의 제31대 대통령을 역임한 허버트 후버를 기념해서 지금의 이름으로 개칭되었다. 후버 댐은 지금도 위대한 건축물로 그 명성을 이어가고 있는데 미국 내 현대 건축물 중 7대 건축물로 손꼽히며 1981년에 미국 국립역사관광지에 등록되었으며, 1985년에 국립사적지로 지정되었다. 연방개발국이 관리하는 후버 댐 건설로 인해 미드호가 생겼는데, 부근 일대는 미드호 국립레크리에이션지역으로 지정되어 있으며, 관광도시인 라스베이거스와는 48km 정도 거리이다.